# Семёновна
Семёновна (Соломушка, Страдания) — традиционная русская женская сольная или дуэтная пляска под частушки на тему «Семёновна». Пляска исполнялась под пение как общеизвестных, так и местных частушек, на злобу дня. 
Под частушки выходили одна либо несколько девушек. Вся красота танца была в движении («разговоре») рук. Женская пляска обычно начиналась с проходки по кругу «выступкой» — плавной походкой, которая в сочетании с демонстрацией различными красивых поз. Затем с ускорением темпа нарастала и сложность движений, добавлялись
«ковырялочка», припадание, «верёвочка» в сочетании с дробями. Завершалась пляска каким-нибудь эффектным движением и внезапной остановкой.
В селе Тростенец Белгородской области была распространена хороводная форма исполнения частушек «Семёновна». После музыкального вступления одна участница поёт первую частушку,
двигаясь со свободными руками по кругу, по часовой стрелке. Затем поворачиваются в противоположную
сторону и без музыкального вступления сразу же без поётся следующая частушка. По окончании второй частушки исполнительницы останавливаются и выбивают ритмический рисунок мелодии «Семёновна» хлопая в ладоши под музыкальное сопровождение. После этого все берутся руками, как в вальсе, парами и движутся по кругу вальсовым движением или переменным шагом. Затем всё повторяется.
«Семёновну» стали плясать («выбивать доби») в начале XX века. Также под частушки «Семёновна» мог исполняться и бытовой парный танец.
Серия частушек «Семёновна» стала популярной в послевоенное время, в середине XX века. В частушках Семёновна — это разбитная русская баба. В основе частушечного напева «Семёновна» лежит фольклорный сдвоенный «кольцовский пятисложник», созданный как имитации народных песен, с постоянно варьируемым количественно-слоговым составом. Синкопированный ритм придаёт ему особую оригинальность. Одной из самых известных исполнительниц частушек «Семёновна» была Мария Мордасова.